# Teglstrup Hegn
Teglstrup Hegn är en skog i Danmark. Den ligger i Region Hovedstaden, i den östra delen av landet. Teglstrup Hegn ligger på ön Sjælland. I skogen finns flera insjöar.